# Martial Knaebel
Martial Knaebel, né en 1948 à Strasbourg, est une personnalité du cinéma suisse, ancien directeur artistique du Festival international du film de Fribourg. 

## Biographie
Après des études en chimie à l'université de Metz, il parcourt l'Afrique entre 1974 à 1977. Il s'installe en Suisse, tout en poursuivant son travail pour des ONG actives en Afrique et en Amérique latine. En 1984, il devient consultant pour les films africains, asiatiques et latino-américains auprès du Festival de films du tiers-monde, aujourd'hui connu sous le nom de Festival international du film de Fribourg (FIFF). Il en devient le directeur artistique en 1990, poste qu'il occupe jusqu'en 2007. En octobre 2006, il reçoit, au Festival international du film de Busan, le Prix du cinéma coréen attribué à une personnalité étrangère qui a contribué de manière exceptionnelle à la promotion du cinéma coréen dans le monde. En 2012, il est membre du Jury des films de long métrage au 13e Festival national du film de Tanger, au Maroc. Avec l'appui de la Direction du développement et de la coopération (DDC), il cofonde en 2013 avec Jean Perret de Visions du réel et Walter Ruggle de Trigon-film le Fonds visions sud est.